# Order Krzyża Południa
Order Narodowy Krzyża Południa (port. Ordem Nacional do Cruzeiro do Sul, skr. ONCS) – najwyższe odznaczenie państwowe Federacyjnej Republiki Brazylii przeznaczone wyłącznie dla obcokrajowców.

## Historia

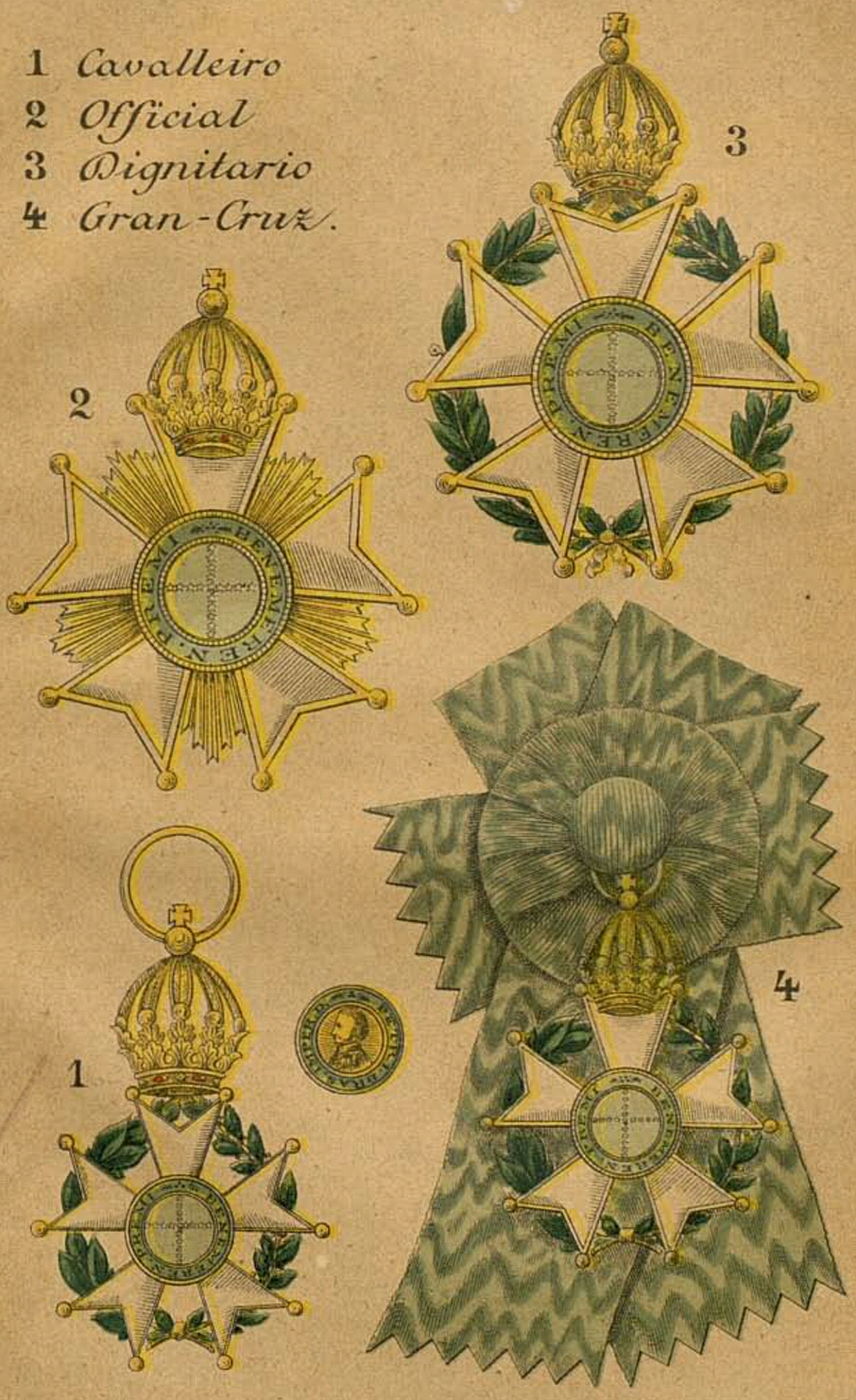
Cesarski Order Krzyża

Został ustanowiony jako Order Cesarski Krzyża (Ordem Imperial do Cruzeiro) 1 grudnia 1822 roku przez cesarza Pedro I.
Zniesiono go po upadku cesarstwa i ogłoszeniu republiki, ale został przywrócony 5 grudnia 1932 roku przez prezydenta Getúlio Vargasa.

## Klasy
Order dzieli się na klasy, według tradycyjnego schematu Legii Honorowej, z dodaniem klasy specjalnej - łańcucha:
- Wielki Łańcuch (Grande Colar)
- Krzyż Wielki (Grã-Cruz)
- Wielki Oficer (Grande Oficial)
- Komandor (Comendador)
- Oficer (Oficial)
- Kawaler (Cavaleiro)

## Insygnia
Insygnia orderu stanowi złota, pięcioramienna gwiazda (na wzór Legii Honorowej), z ramionami krzyża maltańskiego jako promieniami, emaliowana obustronnie na biało. Pomiędzy ramionami znajduje się emaliowany na zielono wieniec z liści tytoniu (jasnozielonych) z jednej strony i kawowca (ciemnozielonych z ciemnoczerwonymi ziarnami) z drugiej. W centralnym medalionie awersu znajduje się konstelacja Krzyża Południa na błękitnym tle. Otoczony jest on złotym napisem: BENEMERENTIUM PRÆMIUM na granatowym tle. Centralny medalion rewersu jest złoty i przedstawia profil głowy kobiety (symbol republiki), otoczony złotym napisem na granatowym tle z nazwą państwa. W latach 1932–67 był to napis: REPUBLICA DOS ESTADOS UNIDOS DO BRASIL, od 1967 jest to napis: REPUBLICA FEDERATIVA DO BRASIL. Zawieszką jest wieniec z liści tytoniu i kawowca.
Order noszony jest na błękitnej wstędze.